# Хассе, Ганс
Ганс Карл Альберт Макс Хассе (нем. Hans Karl Albert Max Hasse; 24 июня 1905, Барзингхаузен, Германская империя — 3 марта 1983, Гамбург, ФРГ) — штурмбаннфюрер СС, военный преступник, заместитель командира айнзацкоманды 8 в составе айнзацгруппы B.

## Биография
Ганс Хассе родился 24 июня 1905 года в Барзингхаузене. Посещал реальное училище в Оберхаузене и в 1924 году сдал экзамены на аттестат зрелости. До осени 1925 года работал практикантом на станкостроительном заводе в Берлине. Изучал машиностроение в технических университетах Берлина и Мюнхена. В 1931 году сдал экзамены в техническом университете Берлина и стал дипломированным инженером. После непродолжительной работы в фирме Ha. & Wrede в 1931 году стал безработным. С января 1932 по март 1933 года работал ночным сторожем.
1 ноября 1929 вступил в НСДАП (билет № 160489). 1 декабря 1930 года был зачислен в ряды СС (№ 5731). С 1933 по 1935 год служил в отделениях уголовной полиции в Берлине и Гляйвице. 1 июня 1935 года в качестве технического эксперта был переведён в отделение гестапо в Галле-на-Залле. С 1936 по 1938 год проходил службу в вермахте. Во время оккупации Судетской области состоял в одной из айнзацкоманд, которой руководил Эмануэль Шефер. С этим подразделением Хассе прибыл в город Райхенберг, где с осени 1938 года служил в отделении гестапо. 16 сентября 1940 года был переведён в отделение гестапо в Берлине, где служил в отделе по борьбе с коммунизмом и предотвращении диверсий.
В октябре 1941 года был откомандирован в штаб айнзацгруппы B, находившемся в Смоленске. В декабре 1941 году был зачислен в анйзацкоманду 8, которая дислоцировалась в Могилёве. В карательном подразделении Хассе был заместителем командира Гейнца Рихтера и также руководил отделами гестапо и уголовной полиции. В июле 1942 года организовал уничтожение 100 пациентов психиатрической больницы в Могилёве. В конце 1943 года был отправлен в штаб айнзацгруппы C. 1 июня 1944 года был переведён в отделение гестапо в Бремене. В марте 1945 года был переведён в штаб инспектора полиции безопасности и СД в Гамбурге.
После окончания войны под чужим именем скрывался в Гамбурге. 21 апреля 1946 года был арестован американскими оккупационными властями. До 1 мая 1947 года содержался в лагерях для интернированных в Дармштадте и Дахау. 1 мая 1947 года был передан британской оккупационной администрации. В феврале 1948 года за истязания русских и поляков в рабочем лагере под Бременом был приговорён к пяти годам заключения и через два года и восемь месяцев вышел на свободу. С 1951 года работал торговым представителем в сфере машиностроения. С 20 ноября 1962 по 27 апреля 1965 года находился в следственном изоляторе. 26 августа 1968 года в Киле начался судебной процесс над Хассе и его бывшим начальником Гейнцем Рихтером. Подсудимым вменялось в вину уничтожение еврейского населения в оккупированном Могилёве и его окрестностях, а Хассе было предъявлено обвинение в уничтожении пациентов психиатрической больницы в июле 1942 года. 11 апреля 1969 года земельный суд Киля приговорил Гейнца Рихтера к семи годам тюремного заключения, Ганса Хассе — к пяти с половиной годам заключения.